# Gray-Blütenfledermaus

Verbreitungsgebiet der Gray-Blütenfledermaus

Die Gray-Blütenfledermaus (Glossophaga leachii) ist ein in Mittelamerika verbreitetes Fledertier in der Unterfamilie der Blütenfledermäuse. Die Population zählte zeitweilig als Unterart der Pallas-Blütenfledermaus (Glossophaga soricina). Der deutsche Name bezieht sich auf den Erstbeschreiber John Edward Gray.

## Merkmale
Die Art ist der Commissaris-Blütenfledermaus (Glossophaga commissarisi) sehr ähnlich. Sie hat jedoch längere untere Schneidezähne und Details am Flügelbein sind abweichend. Es kommen 35,4 bis 38 mm lange Unterarme vor. Das Fell ist oberseits zimtfarben bis olivbraun und die Unterseite ist strohbraun gefärbt. Wie bei anderen Gattungsvertretern lautet die Zahnformel I 2/2, C 1/1, P 2/3, M 3/3, was 34 Zähne im Gebiss ergibt. Typisch ist eine lange Zunge und ein Schwanz, der in die Schwanzflughaut eingebettet ist.
Die Tiere sind ohne Schwanz 47 bis 60 mm lang, die Schwanzlänge beträgt 4 bis 10 mm und das Gewicht liegt bei 9 bis 11 g. Es kommen 10 bis 12 mm lange Hinterfüße und 12 bis 15 mm lange Ohren vor. Auf der Schwanzflughaut befinden sich keine Haare. Alle Vertreter der Unterfamilie Blütenfledermäuse besitzen ein kleines Nasenblatt mit einer hufeisenförmigen Grundform und einem blattförmigen Aufsatz.

## Verbreitung
Das Verbreitungsgebiet reicht von den Bundesstaaten Jalisco, Michoacán, Morelos, Tlaxcala, und Colima im südlichen Mexiko über Guatemala, El Salvador, Honduras und Nicaragua bis ins nordwestliche Costa Rica. Die Art erreicht nicht das Karibische Meer und fehlt in Belize sowie auf der Yucatán-Halbinsel. Sie lebt im Flachland, in Gebirgen und auf Hochebenen bis 2400 Meter Höhe. Das Habitat variiert zwischen trockenen tropischen Wäldern, Strauchflächen mit stachligen Gewächsen, Mischwäldern mit Eichen und Kiefern sowie Ackerland.

## Lebensweise
Die nachtaktive Gray-Blütenfledermaus ruht am Tage in Höhlen, Straßendurchlässen und Gebäuden. Sie teilt die Verstecke mit der Commissaris-Blütenfledermaus, der Pallas-Blütenfledermaus und der Langnasenfledermaus. Die Nahrung besteht aus Früchten, Nektar, Pollen und Insekten. Oft besuchte Blumen zählen zu den Gattungen Pseudobombax und Ipomeas. Da trächtige Weibchen mit einem Embryo und Weibchen mit aktiven Zitzen in unterschiedlichen Monaten registriert wurden, wird angenommen, dass es keine feste Paarungszeit gibt. Allgemein sollte das Verhalten der bekannteren Pallas-Blütenfledermaus gleichen.

## Gefährdung
Regional können sich Landschaftsveränderungen und angelegte Brände negativ auswirken. Die IUCN schätzt die Gesamtpopulation als stabil ein und listet die Art als nicht gefährdet (least concern).